# Luk chup

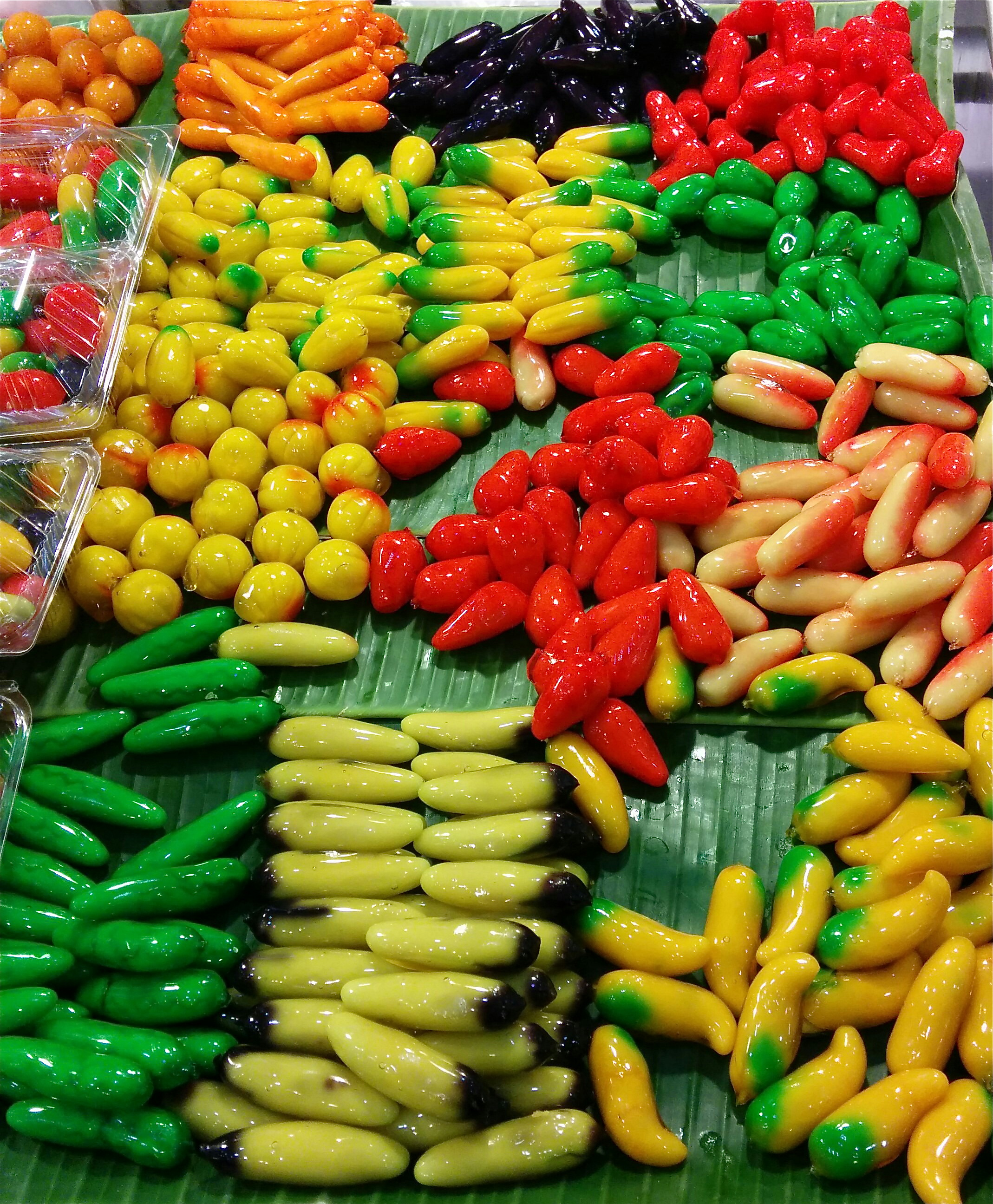
Luk chup

Luk chup (tiếng Thái: ลูกชุบ, phát âm [lûːk t͡ɕʰúp]), còn được đánh vần thành look choop, là một món tráng miệng của Thái Lan bắt nguồn từ bánh hạnh nhân theo công thức chế biến của Bồ Đào Nha gọi là massapão. Người Bồ Đào Nha sử dụng hạnh nhân làm thành phần chính nhưng do không có hạnh nhân ở Thái Lan nên được thay thế bằng đậu xanh.
Xưa kia món này chỉ dành riêng cho vua chúa, hoàng tộc và hàng quan lại trong triều đình. Ngày nay, người ta có thể tìm mua luk chup tại các quầy hàng bán đồ tráng miệng nói chung ở Thái Lan. Hình dạng của luk chup  được đúc thành hình dạng trái cây hoặc rau củ như xoài, ớt và cam, v.v... với màu sắc phù hợp với màu của thực phẩm mà chúng đại diện.
Các thành phần điển hình trong luk chup bao gồm đậu xanh, nước cốt dừa, đường, bột thạch, nước và màu thực phẩm. Đậu, nước cốt dừa và đường được trộn thành loại bột nhão giúp tạo hình luk chup. Màu thực phẩm có thể được sơn lên món này và đôi khi người nấu còn nhúng vào lớp thạch nhằm tạo vẻ ngoài sáng bóng khiến nó trông bắt mắt hơn.
Ở Việt Nam nó được gọi là Bánh đậu xanh trái cây đã xuất hiện từ rất lâu trong nền ẩm thực Việt Nam từ thế kỷ 16, chúng thường xuất hiện trong dịp Tết và dịp Lễ trong gia đình.
Từ nguyên liệu đậu xanh có thể tạo ra những loại hình trái cây vô cùng độc đáo như xoài,măng cụt,cà tím,lê...Với màu sắc bắt mắt và vị đậu xanh thơm ngọt, bánh trái cây đã trở thành món bánh đặc sắc của Việt Nam được mọi người ưa chuộng.